# Time of Revenge / Czas zemsty
Time of Revenge / Czas zemsty – singel polskiej grupy muzycznej Kat, promujący album pt. Metal and Hell.

## Lista utworów
1. „Time of Revenge” – 4:49
2. „Czas zemsty” – 4:51